# Aldemar Correa
Aldemar Correa (Ituango, Antioquia, Colombia, 22 de julio de 1983) es un actor de cine y televisión colombiano, reconocido por su actuación protagónica en la película de 2008 Paraíso travel y por destacar en varias producciones nacionales.

## Filmografía

### Televisión
| Año       | Título                        | Personaje                  | Canal              |
| --------- | ----------------------------- | -------------------------- | ------------------ |
| 2004-2005 | Dora, la celadora             | Camilo                     | Caracol Televisión |
| 2007      | Tiempo final                  | Pachá Serrano              | Fox Premium        |
| 2008      | Deseo prohibido               | Sebastián Valle Ocampo     | TV Azteca          |
| 2009-2010 | Niños ricos, pobres padres    | David Robledo              | Telemundo          |
| 2011      | La teacher de inglés          | Alfredo Wilches            | Caracol Televisión |
| 2012      | Escobar, el patrón del mal    | Julio Motoa                | Caracol Televisión |
| 2013-2014 | El día de la suerte           | Edwin                      | RCN Televisión     |
| 2014      | Palabra de ladrón             | Santiago Arias Duarte      | MundoFox           |
| 2015      | ¿Quién mato a Patricia Soler? | Manuel Martínez            | MundoFox           |
| 2015      | Sala de urgencias             | René Pinto                 | RCN Televisión     |
| 2016      | Narcos                        | Iván Marino Ospina         | Netflix            |
| 2016      | Sin senos si hay paraíso      | Dr. Ernesto Rico           | Telemundo          |
| 2017      | Infieles                      | Sergio Ep: Mayi a la crema | Canal 1            |
| 2018      | Tu club                       | Profesor Alejandro         | Teleantioquia      |
| 2019-2020 | El general Naranjo            | Teniente Santiago Fonseca  | Fox Premium        |

## Cine
| Año  | Título            | Personaje     | Nota |
| ---- | ----------------- | ------------- | ---- |
| 2019 | Me llevarás en ti | Eduardo Mejía |      |
| 2017 | Virginia Casta    | Martin        |      |
| 2012 | Lo azul del cielo | Camio         |      |
| 2008 | Paraíso travel    | Marlon        |      |